# 콤메디아 델라르테

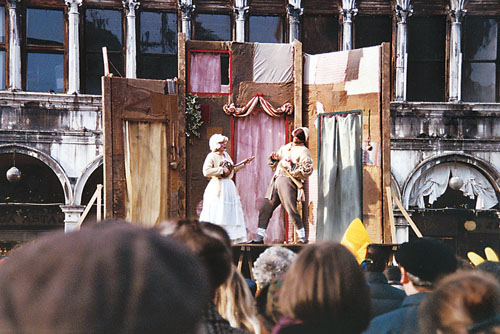
베니스 산마크로 광장의 공연

콤메디아 델라르테(Commedia dell'arte)는 16세기에서 18세기 사이에 이탈리아에서 유행한 즉흥극이다. 오늘날에도 하나의 연극형태로 남아있다. 공연의 구성원은 10명 정도이며, 대본없이 열린공간에서 무료로 공연된다. 소품은 거의 사용되지 않는다.

## 뜻
이 명칭은 글자 그대로는 아르테(기술)를 가진 사람들이 연기하는 코메디아(희극)라는 뜻이다. 중세 이후 수도사·학생·문인 등 연극 상연의 담당자가 아마추어였음에 반하여, 이들은 직업연극인으로써 등장했던 것이다. 여기에는 무대형식의 변천, 즉 프로시니엄 무대의 채용이 작용하고 있다. 이로써 연기공간과 관람석이 분리됐다. 그러나 일반적으로 이 희극은 배우의 즉흥연기에 많은 영향을 받았으므로 코메디아 인프로비자(즉흥희극)라 불렸다. 

## 특징
이 극의 특징의 하나는 가면의 사용으로서, 즉흥가면극이라고도 불린다. 기원은 역시 그리스·로마의 고전희극에서였다고 하겠으나 직접적으로는 중세의 넌센스 연극의 영향도 있다. 또한 욕정해방의 기회로서 당시 활발했던 카니발의 영향도 크다. 이 축제에는 폭발적인 에너지가 넘쳐흘러 이교(異敎)의 제신을 악마로 채용한 것 등이 그 한 예이다. 시르바니·파우니·첸타울리가 그러하며, 이와 같은 반체제적인 성격이 일반 민중으로부터 애호받고 있었다. 이러한 이면에는 르네상스 이후 퇴폐기에 들어선 이탈리아 도시국가 사이의 복잡한 정정(政情)과 종교개혁의 여파를 받은 대립·항쟁이 있었다. 
콤메디아 델라르테는 한마디로 말해 전통에서 성립된 것이라 하겠다. 그러나 이 전통은 문학적인 것이 아니라 기술적인 것, 구체적으로는 정경설정·긴 대사·언어의 유희·곡예적인 몸짓 등이며, 이러한 것은 배우들이 오랜 경험에서 연마하고 습득한 것으로서 그 집대성이 바로 콤메디아 델라르테라고 하겠다. 
즉흥연기는 이 집대성에서 선택하고 구성되었으며, 선택은 관객이나 동료배우의 연기를 고려해 넣고 있다. 임기응변의 애드립도 채용되나 이것이 효과적이었을 경우에는 전통의 새로운 요소가 된다. 따라서 이 연극은 오랜 수련에 의한 연기자 개인의 연기력으로 성립되고 있었다. 
줄거리라든가 각본 같은 것은 카노바치오(대강 줄거리)뿐이며, 원칙적으로 작자는 무대 감독과 동일인이다. 카노바치오는 개막 전의 인사가 곁들인 3막물(三幕物)로서 10명 내외가 등장하며, 싸움·추적·변장·엇갈림·불의의 습격과 같은 요소에 노래와 춤이나 아크로바트가 삽입된다. 
작자는 우선 주제를 선택하고, 유형적인 등장인물을 설정하며, 그 상호간의 관계를 정하고, 기승전결의 대강 줄거리를 결정한다. 등장인물은 고유명사를 가지며, 예컨대 이자벨라(정부 역)라는 식으로 배역이 그대로 역의 이름(役名)이 되기도 한다. 따라서 무대의 묘미는 배우의 솜씨에 달려 있다. 
외형적으로는 느릿한 줄거리이건만 별다른 파탄도 없이 무대가 진행되는 것은 반대로 말한다면 줄거리·등장인물·그 성격·심리구조·정경설정이 완전히 유형적이며 무대의 진전을 전적으로 배우에게 의존하기 때문이다. 실제로 콤메디아 델라르테에서는 배우 자신이 고도로 유형화된 인물과 융합되어 배역의 이름을 그대로 예명(藝名)으로 했을 경우에 최고의 연기력을 볼 수가 있다. 
따라서 이 연극에는 정리된 희곡형식이 존재하지 않았다. 16세기 말에 비로소 극작가가 만들어 낸 각본을 상연하게 된 것이다. 이는 이탈리아의 언어적 통일성의 결여가 한 원인이었으며, 능숙한 연기력에 의존하는 것 외에, 다시 말해서 대사에 의한 커뮤니케이션(傳達)보다 몸짓에 의존하는 것을 중시한 결과이기도 했다. 
지방색이라는 점에서는 잔니(어릿광대 하인 역)의 사투리가 대표적인 예이다. 잔니는 유형화된 역(役) 가운데 가장 매력적인 역으로서 콤메디아 델라르테의 정신을 바로 구현해 주고 있다. 그들은 각자의 성격에 따라 아르네키노, 페드로리노, 스카라무치아, 풀치넬라, 스카피니 등의 이름을 가지고 있었으며 그것은 후에 각각 할리퀸(Harlequin), 피에로(Pierrot), 스카라무슈(Scaramouche), 펀치(Punch), 스카팽(Scapin) 등 유럽 희곡에서 하나의 정통적인 역할을 창조했다. 그 외 코메디아 델 아르테의 판타로네(욕심많은 늙은이), 카피타노(허풍선이 겁쟁이군인), 독토제(박사), 콜롬비나(바람잡는 하녀) 등이 있다. 

## 각본
대본으로는 플라미니오 스칼라(16세기말이나 17세기 초엽)의 작품 50여 편이 수록된 각본집이 현존하는 가장 오랜 것으로, 이 밖에 17세기 초엽의 바실리오 로카테리( ? -1654)의 각본집 등이 있다. 저명한 극단으로서는 1544년에 처음으로 이름을 떨친 파도바의 '형제극단', 16세기 후반기에서 17세기 초엽의 '제로지(지지 않습니다) 극단', '데지오지(마음에 듭니다) 극단', 17세기 중엽까지 활약한 '콘피덴티(자만심) 극단' 등이 있다. 그리고 말기인 16세기 말엽부터 상연대본이 결정되어 왔음은 이미 말한 바이나, 이 때문에 배우는 자유로운 연기력을 발휘할 여지가 감소되고 즉흥성이 상실되었으며, 골도니(C. Goldoni, 1707-1793)가 코메디아 델 아르테의 전통과 쓰여진 각본을 사용하는 희극의 전통을 융합하면서 즉흥가면극으로서의 전성기는 끝났다. 